# Трн (Лакташи)
Трн (серб. Трн) —  населённый пункт (село) в общине Лакташи, который принадлежит энтитету Республики Сербской, Босния и Герцеговина. По результатам югославской переписи населения 1991 года в Трне проживало 3554 человека.

## Достопримечательности и прочее
В Трне базируется футбольный клуб Слога. Главная достопримечательность Трна — храм Покрова Пресвятой Богородицы.

## Население
Численность населения села Трн по переписи 2013 года составила 6023 человека.
| 1961                           | 1971 | 1981 | 1991 | 2013 | - | - |
| ------------------------------ | ---- | ---- | ---- | ---- | - | - |
| 1092                           | 1476 | 2280 | 3554 | 6023 | - | - |
| Гистограмма динамики населения |      |      |      |      |   |   |

### Национальный состав
1971 год:
- Сербы — 480
- Хорваты — 950
- Югославы — 4
- Мусульмане — 1
- Словенцы — 17
- Черногорцы — 3
- Венгры — 3
- Другие — 18

1981 год:
- Сербы — 936
- Хорваты — 901
- Югославы — 390
- Мусульмане — 2
- Словенцы — 6
- Черногорцы — 3
- Венгры — 1
- Македонцы — 1
- Другие — 40

1991 год:
- Сербы — 2047
- Хорваты — 1008
- Югославы — 333
- Мусульмане — 8
- Другие — 158